# Wimereux
Wimereux település Franciaországban, Pas-de-Calais megyében. Lakosainak száma 6307 fő (2022. január 1.). Wimereux Ambleteuse, Boulogne-sur-Mer és Wimille községekkel határos.

## Népesség
A település népessége az elmúlt években az alábbi módon változott:
| Lakosok száma | 7010 | 7035 | 6973 | 6575 | 6356 | 6343 | 6311 | 6358 | 6307 |
|               | 2013 | 2015 | 2016 | 2017 | 2018 | 2019 | 2020 | 2021 | 2022 |